# サセックス郡 (ニュージャージー州)
サセックス郡（させつくすぐん、英: Sussex County）はアメリカ合衆国ニュージャージー州の北部にある郡。ニューヨーク都市圏に含まれる。人口は14万4221人（2020年）。

## 歴史
ニューアムステルダムからの入植者が1650年代にデラウェアで緑の岩を発見した。銅があることがわかると、この地に銅鉱山を開き銅の掘削を開始し街は開かれた。

## 隣接する郡
- オレンジ郡 Orange County, New York - 北東
- パサイク郡 Passaic County, New Jersey - 東
- モリス郡 Morris County, New Jersey - 南
- ウォーレン郡 Warren County, New Jersey - 南西
- モンロー郡 Monroe County, Pennsylvania - 西
- パイク郡 Pike County, Pennsylvania - 北西